# Лесновский монастырь
Лесновский монастырь (макед. Лесновски манастир) — православный монастырь в Северной Македонии, расположенный между городами Пробиштип, Кратово и селом Злетово. Наиболее почитаемый в монастыре святой — Гавриил Лесновский. Находится в юрисдикции Брегалницкой митрополии Македонской православной церкви.

## История монастыря
Согласно одному из источников (Краткому житию св. Гавриила Лесновского 1330 года), Лесновский монастырь основан в XI веке монахом-отшельником Гавриилом Лесновским. Согласно другому житию этого святого, составленному на рубеже XV-XVI веков, монастырь уже существовал к тому времени, когда в нём появился св. Гавриил.
В 1330 году в монастыре было составлено краткое житие святого: оно помещено автором — книжником Станиславом — в состав написанного им Пролога. Здесь составлены и многие другие памятники средневековой болгарской литературы — Минеи (1342), Паранейсот (1353) и т. д.
В 1340-е годы монастырь пользовался особым покровительством монарших особ — сербского князя Йована Оливера и его сюзерена сербского короля Стефана Душана. Оливер выстроил в Лесновском монастыре высокий и просторный храм Архангела Михаила (1341). В храме сохранились средневековые фрески, датируемые XIV веком. Наиболее известны лики св. Гавриила Лесновского и двойные портреты — Стефан Душан с супругой Еленой и Йован Оливер с супругой Оливериной.
Перестройки монастырских строений были осуществлены в 1558 году при игумене Неофите и в 1581 при игумене Спиридоне.
В XVII веке обитель опустела; возрождение обители началось только в XIX веке. Здесь формируется прекрасная библиотека, так что обитель стала одним из важнейших славянских культурных центров. Между 1811 и 1814 годами был исполнен иконостас Храма Михаила Архангела.